# 荣誉称号奖章
荣誉称号奖章是中华人民共和国授予军人的一种奖章，由中华人民共和国中央军事委员会决定，中华人民共和国中央军事委员会主席授予。
荣誉称号奖章，分为战时荣誉称号奖章、平时荣誉称号奖章、重大非战争军事行动荣誉称号奖章。其中战时荣誉称号奖章分为特级战斗英雄奖章、一级战斗英雄奖章、二级战斗英雄奖章。